# Pomatoschistus marmoratus
Pomatoschistus marmoratus – gatunek morskiej ryby z rodziny babkowatych (Gobiidae). Osiąga do 8 cm długości.

## Występowanie
Wody słone i półsłone (Morze Azowskie, Morze Czarne, Morze Śródziemne). Spotykana na wschodnim wybrzeżu Atlantyku u wybrzeży Portugalii i Hiszpanii.